# Терлоевский говор
Терлоевский говор (чечен. ТӀерлойн лер) — говор галанчожского диалекта чеченского языка. До депортации чеченцев был распространён на части Галанчожского и Итум-Калинского районов Чечни.
До 1944 года терлоевский говор локализовался в селах Ошни, Никаре, Барай и других, а в данное время носители, как и другие представители Галанчожского и Итумкалинского районов широко расселены на плоскости.
В настоящее время носители говора проживают смешано с представителями других горных диалектов в основном населённых пунктах Самашки, Дишни-чу, Алхан-Юрт, Шалажи и др.